# Concursul Muzical Eurovision 1966
Concursul Muzical Eurovision 1966 a fost cea de-a unsprezecea ediție a Concursului Muzical Eurovision și s-a desfășurat pe 5 martie 1966 în Luxemburg, Luxemburg. Această ediție a adus o regulă nouă concursului: aceea că reprezentanții țărilor participante pot cânta doar în limbile naționale. Introducerea regulii se datorează, probabil, faptului că, în 1965, Suedia a fost reprezentată de un cântec în engleză, „Absent Friend”. Concursul din 1966 a marcat apariția primei concurente de culoare, Milly Scott, reprezentanta Țărilor de Jos. Ea a fost și prima concurentă care a folosit un microfon portabil.
Unul din cele mai memorabile momente din istoria concursului a avut loc atunci când, în timpul procedurii de votare, prezentatoarea, Josiane Chen, a salutat accidental purtătorul de cuvânt din Regatul Unit spunând „Good night, London.” („Noapte bună, Londra.”). S-a corectat imediat, spunând „Good evening, London.” („Bună seara, Londra.”). Michael Aspel, corespondentul din Regatul Unit, i-a răspuns „Good morning, Luxembourg.” („Bună dimineața, Luxemburg.”).

## Rezultate
|    | Țară          | Limbă             | Artist                            | Cântec                            | Traducere                 | Loc | Puncte |
| -- | ------------- | ----------------- | --------------------------------- | --------------------------------- | ------------------------- | --- | ------ |
| 01 | Germania      | germană           | Margot Eskens                     | „Die Zeiger der Uhr”              | Acele ceasului            | 10  | 7      |
| 02 | Danemarca     | daneză            | Ulla Pia                          | „Stop - mens legen er go'”        | Oprește-te cât mai e bine | 14  | 4      |
| 03 | Belgia        | franceză          | Tonia                             | „Un peu de poivre, un peu de sel” | Puțin piper, puțină sare  | 4   | 14     |
| 04 | Luxemburg     | franceză          | Michèle Torr                      | „Ce soir je t'attendais”          | Te așteptam în seara asta | 10  | 7      |
| 05 | Iugoslavia    | slovenă           | Berta Ambrož                      | „Brez besed”                      | Fără cuvinte              | 7   | 9      |
| 06 | Norvegia      | norvegiană        | Åse Kleveland                     | „Intet er nytt under solen”       | Nu e nimic nou sub soare  | 3   | 15     |
| 07 | Finlanda      | finandeză         | Ann Christine                     | „Playboy”                         | Playboy                   | 10  | 7      |
| 08 | Portugalia    | portugheză        | Madalena Iglésias                 | „Ele e ela”                       | El și ea                  | 13  | 6      |
| 09 | Austria       | franceză, germană | Udo Jürgens                       | „Merci, chérie”                   | Mulțumesc, draga mea      | 1   | 31     |
| 10 | Suedia        | suedeză           | Lill Lindfors și Svante Thuresson | „Nygammal vals”                   | Vals nou, dar cunoscut    | 2   | 16     |
| 11 | Spania        | spaniolă          | Raphael                           | „Yo soy aquél”                    | Eu sunt acela             | 7   | 9      |
| 12 | Elveția       | franceză          | Madeleine Pascal                  | „Ne vois-tu pas?”                 | Nu vezi?                  | 6   | 12     |
| 13 | Monaco        | franceză          | Tereza Kesovija                   | „Bien plus fort”                  | Mult mai puternică        | 17  | 0      |
| 14 | Italia        | italiană          | Domenico Modugno                  | „Dio, come ti amo”                | Doamne, cum te iubesc     | 17  | 0      |
| 15 | Franța        | franceză          | Dominique Walter                  | „Chez nous”                       | La noi                    | 16  | 1      |
| 16 | Țările de Jos | olandeză          | Milly Scott                       | „Fernando en Filippo”             | Fernando și Filippo       | 15  | 2      |
| 17 | Irlanda       | engleză           | Dickie Rock                       | „Come Back to Stay”               | Întoarce-te ca să rămâi   | 4   | 14     |
| 18 | Regatul Unit  | engleză           | Kenneth McKellar                  | „A Man Without Love”              | Un om fără iubire         | 9   | 8      |

## Tabel
|            |               | Rezultate |        |           |            |          |          |            |         |        |        |         |        |        |        |               |         |              |   |   |
| Total      | Germania      | Danemarca | Belgia | Luxemburg | Iugoslavia | Norvegia | Finlanda | Portugalia | Austria | Suedia | Spania | Elveția | Monaco | Italia | Franța | Țările de Jos | Irlanda | Regatul Unit |   |   |
| Concurenți | Germania      | 7         |        |           | 1          |          |          |            |         |        |        |         |        | 5      |        | 1             |         |              |   |   |
| Concurenți | Danemarca     | 4         |        |           |            |          |          | 1          | 3       |        |        |         |        |        |        |               |         |              |   |   |
| Concurenți | Belgia        | 14        | 5      |           |            |          |          |            |         | 3      |        | 1       |        |        |        |               |         | 5            |   |   |
| Concurenți | Luxemburg     | 7         |        |           |            |          |          |            |         |        | 1      | 5       |        |        |        |               | 1       |              |   |   |
| Concurenți | Iugoslavia    | 9         | 3      |           |            |          |          |            | 1       |        |        |         |        |        |        |               |         |              |   | 5 |
| Concurenți | Norvegia      | 15        | 1      |           |            |          |          |            |         |        | 3      | 3       | 3      |        |        | 5             |         |              |   |   |
| Concurenți | Finlanda      | 7         |        | 3         |            |          |          | 3          |         |        |        |         |        |        |        |               |         | 1            |   |   |
| Concurenți | Portugalia    | 6         |        | 1         |            |          |          |            |         |        |        |         | 5      |        |        |               |         |              |   |   |
| Concurenți | Austria       | 31        |        |           | 5          | 5        | 5        |            |         | 1      |        |         | 1      | 3      | 5      | 3             | 3       |              |   |   |
| Concurenți | Suedia        | 16        |        | 5         |            |          |          | 5          | 5       |        |        |         |        | 1      |        |               |         |              |   |   |
| Concurenți | Spania        | 9         |        |           |            |          | 1        |            |         | 5      |        |         |        |        |        |               |         |              |   | 3 |
| Concurenți | Elveția       | 12        |        |           |            | 1        |          |            |         |        | 5      |         |        |        | 3      |               |         |              | 3 |   |
| Concurenți | Monaco        | 0         |        |           |            |          |          |            |         |        |        |         |        |        |        |               |         |              |   |   |
| Concurenți | Italia        | 0         |        |           |            |          |          |            |         |        |        |         |        |        |        |               |         |              |   |   |
| Concurenți | Franța        | 1         |        |           |            |          |          |            |         |        |        |         |        |        | 1      |               |         |              |   |   |
| Concurenți | Țările de Jos | 2         |        |           |            |          |          |            |         |        |        |         |        |        |        |               |         |              | 1 | 1 |
| Concurenți | Irlanda       | 14        |        |           | 3          |          | 3        |            |         |        |        |         |        |        |        |               | 5       | 3            |   |   |
| Concurenți | Regatul Unit  | 8         |        |           |            | 3        |          |            |         |        |        |         |        |        |        |               |         |              | 5 |   |

| Nr. | Pentru       | De la                                 |
| --- | ------------ | ------------------------------------- |
| 4   | Austria      | Belgia, Iugoslavia, Luxemburg, Monaco |
| 3   | Suedia       | Danemarca, Finlanda, Norvegia         |
| 2   | Belgia       | Germania, Țările de Jos               |
| 1   | Elveția      | Austria                               |
| 1   | Germania     | Elveția                               |
| 1   | Irlanda      | Franța                                |
| 1   | Iugoslavia   | Regatul Unit                          |
| 1   | Luxemburg    | Suedia                                |
| 1   | Norvegia     | Italia                                |
| 1   | Portugalia   | Spania                                |
| 1   | Spania       | Portugalia                            |
| 1   | Regatul Unit | Irlanda                               |

## Artiști care au revenit
| Artist           | Țară    | Ani precedenți | Loc |
| ---------------- | ------- | -------------- | --- |
| Domenico Modugno | Italia  | 1958           | 3   |
| Domenico Modugno | Italia  | 1959           | 6   |
| Udo Jürgens      | Austria | 1964           | 6   |
| Udo Jürgens      | Austria | 1965           | 4   |

## Comentatori
- Germania - Hans-Joachim Rauschenbach (ARD Deutsches Fernsehen)[2]
- Danemarca - necunoscut (DR TV)
- Belgia - Paule Herreman (RTB), Herman Verelst (BRT)
- Luxemburg - Jacques Navadic (Télé-Luxembourg)[3]
- Iugoslavia - Miloje Orlović (Televizija Beograd), Mladen Delić (Televizija Zagreb), Tomaž Terček (Televizija Ljubljana)
- Norvegia - Sverre Christophersen (NRK și NRK P1)[4]
- Finlanda - Aarno Walli (TV-ohjelma 2)
- Portugalia - Henrique Mendes (RTP)
- Austria - Emil Kollpacher (ORF)
- Suedia - Sven Lindahl (Sveriges Radio-TV și SR P1)[5]
- Spania - Federico Gallo (TVE)[6]
- Elveția - Theodor Haller (TV DRS), Georges Hardy (TSR), Giovanni Bertini (TSI)
- Monaco - François Deguelt (Télé Monte Carlo)
- Italia - Renato Tagliani (Secondo Programma)
- Franța - François Deguelt (Première Chaîne ORTF)[3]
- Țările de Jos – Teddy Scholten (Nederland 1)[7]
- Irlanda - Brendan O'Reilly (Telefís Éireann),[8] Kevin Roche (Radio Éireann)
- Regatul Unit - David Jacobs (BBC1), John Dunn (BBC Light Programme)

## Purtători de cuvânt
1. Germania - necunoscut
2. Danemarca - Bent Henius
3. Belgia - André Hagon
4. Luxemburg - Camillo Felgen
5. Iugoslavia - Dragana Marković
6. Norvegia - Erik Diesen[4]
7. Finlanda - Poppe Berg[9]
8. Portugalia - Maria Manuela Furtado
9. Austria - Ernst Grissemann
10. Suedia - Edvard Matz[10]
11. Spania - Blanca Álvarez
12. Elveția - Alexandre Burger
13. Monaco - necunoscut
14. Italia - Enzo Tortora
15. Franța - Claude Darget
16. Țările de Jos – Pim Jacobs
17. Irlanda - Frank Hall
18. Regatul Unit - Michael Aspel